# Patrick Süskind
Patrick Süskind, född 26 mars 1949 i Ambach vid Starnberger See i Bayern, är en tysk författare och dramatiker, som framförallt är känd för sin roman Parfymen – berättelsen om en mördare.
Patrick Süskind är son till Wilhelm Emanuel Süskind, långvarig politisk redaktör vid Süddeutsche Zeitung. Patrick Süskind har studerat historia vid universitetet i München och i Aix-en-Provence. Han debuterade som författare med enaktsmonologen Der Kontrabass 1981, som blev en stor framgång när den sattes upp. Hans första roman Das Parfum – Die Geschichte eines Mörders (1985; Parfymen - Berättelsen om en mördare 1990) blev en internationell succé, översattes till 46 språk och såldes i 15 miljoner exemplar (2006). Den filmatiserades 2006 av Tom Tykwer och hade världspremiär i september i München. Tillsammans med Helmut Dietl har han skrivit flera filmmanus.
Parfymen – berättelsen om en mördare, som översattes till svenska av Ulrika Wallenström, handlar om parfymören Jean-Baptiste Grenouille. Han är en isolerad människa på grund av den känsla av obehag han väcker eftersom han saknar kroppslukt, men han själv utvecklar ett särdeles luktsinne och blir besatt av dofter. För att skapa mer och mer sofistikerade och utsökta parfymer börjar han mörda unga flickor för att extrahera deras kroppsdofter. Romanen filmatiserades 2006 med titeln Parfymen: Berättelsen om en mördare.